# Складчатогубы
Складчатогубы (лат. Tadarida) — род млекопитающих отряда рукокрылых подотряда летучих мышей семейства бульдоговых летучих мышей. Подразделяется на два подрода: Rhizomops (Legendre, 1984), включающий один вид Нового Света, бразильский складчатогуб (Tadarida brasiliensis) , и подрод Tadarida (Rafinesque, 1814), включающий все виды Старого Света. Род включает около 80 видов.

## Морфология

### Морфометрия
У австралийского складчатогуба (Tadarida australis), одного из крупнейших видов рода, длина головы и тела достигает 85—101 мм, длина хвоста составляет 40—55 мм, длина предплечья — 57—63 мм и масса тела — 25—40 г. У африканских видов длина головы и тела составляет 65—100 мм, длина хвоста — 30—59 мм, длина предплечья — 45—66 мм, а масса — 14—39 г. У единственного вида Нового Света T. brasiliensis длина головы и тела составляет 46—66 мм, длина хвоста — 29—44 мм, длина предплечья — 36—46 мм и масса — 10—15 г.

### Описание
Окрас представителей рода варьируется от черновато-коричневого до почти чёрного. Виды рода Tadarida характеризуются сморщенными губами, собранными в мясистые складки, глубокими выемками в передней части нёба, сравнительно тонкими челюстями. Ушные раковины широкие, их передние края у большинства видов соединены кожей в верхней части головы и нависают над мордой подобно козырьку. У T. brasiliensis и египетского складчатогуба (Tadarida aegyptiaca) уши разделены, но не так широко, как у представителей рода складчатогубов-гоблинов (Mormopterus). Хвост выступает из межбедренной перепонки на половину своей длины.

## Распространение
Представители рода распространены в тропических, субтропических и, частично, умеренных поясах обоих полушарий. На территории бывшего СССР проживает один вид — широкоухий складчатогуб (Tadarida teniotis), представителей которого можно встретить в горных районах Кавказа, Закавказья и Средней Азии.

## Среда обитания и образ жизни
Среда обитания представителей рода значительно варьируется. Африканские виды живут в лесах либо на открытых пространствах и в целом, как сообщается, ночуют на деревьях и в зданиях. T. brasiliensis покидают свои насесты после захода солнца; радиолокационные наблюдения Williams, Ireland, and Williams (1973) показали, что их средняя скорость составляет 40 км/ч (7—105 км/ч), а средняя высота полёта — 2300 м (600—3100 м). Некоторые популяции данного вида также совершали длительные миграции.

## Список видов
- Египетский складчатогуб (Tadarida aegyptiaca)
- Tadarida aloysiisabaudiae
- Tadarida ansorgei
- Австралийский складчатогуб (Tadarida australis)
- Tadarida bemmeleni
- Tadarida bivittata
- Tadarida brachyptera
- Бразильский складчатогуб (Tadarida brasiliensis)
- Tadarida bregullae
- Tadarida chapini
- Tadarida condylura
- Tadarida congica
- Tadarida demonstrator
- Южноафриканский складчатогуб (Tadarida fulminans)
- Tadarida gallagheri
- Tadarida insignis
- Tadarida jobensis
- Tadarida jobimena
- Tadarida johorensis
- Tadarida kuboriensis
- Tadarida latouchei
- Tadarida leucostigrna
- Кенийский складчатогуб (Tadarida lobata)
- Tadarida major
- Tadarida midas
- Tadarida mops
- Tadarida nanula
- Tadarida niangarae
- Tadarida nigeriae
- Tadarida niveiventer
- Tadarida petersoni
- Tadarida plicata
- Tadarida pumila
- Tadarida russata
- Tadarida sarasinorum
- Tadarida solomonis
- Tadarida spurrelli
- Широкоухий складчатогуб (Tadarida teniotis)
- Tadarida thersites
- Tadarida tomensis
- Tadarida trevori
- Большой африканский складчатогуб (Tadarida ventralis)